# دار سي عيسى
 دار سي عيسى (بالإنجليزية: DAR SI AISSA)‏ هي جماعة قروية تابعة لإقليم آسفي ضمن جهة دكالة عبدة بالمغرب.  بلغ مجموع عدد سكان  دار سي عيسى حسب إحصاءات 2004  حوالي 11249 نسمة  يعيشون في 3253 أسرة.

## إحصاء عام
| السنة | عدد السكان | عدد الأسر | عدد الأجانب |
| ----- | ---------- | --------- | ----------- |
| 1994  | 10726      | 1666      | °°°°        |
| 2004  | 11249      | 3253      | 0           |